# Chryssovalándis Alexópoulos
Chryssovalándis Alexópoulos (grec moderne : Χρυσοβαλάντης Αλεξόπουλος) est un ancien membre du Parlement hellénique représentant du parti Aube Dorée.

## Biographie
Lors des élections législatives grecques de mai 2012, il est élu député de la circonscription de Larissa pour la XIVe législature, qui aura duré du 6 au 19 mai 2012. Lors des élections législatives grecques de juin 2012, il est réélu le 17 juin 2012 à la XVe législature.
Le 15 mars 2014, il quitte son parti, qui subit des poursuites judiciaires l'accusant d'être une « organisation criminelle », et rejoint les non-inscrits au Parlement.